# كونستانتين كرافتشوك
كونستانتين كرافتشوك (بالروسية: Константин Кравчук)‏ مواليد 23 فبراير 1985 في موسكو، هو لاعب كرة مضرب روسي بدأ مسيرته كمحترف سنة 2004 يلعب باليد اليمنى ويحتل حالياً المرتبة رقم. 135 (1 فبراير 2016) في تصنيف رابطة محترفي كرة المضرب. أعلى تصنيف له في الفردي كان المركز الـ 126 في سنة 2010.

## روابط خارجية
- كونستانتين كرافتشوك على موقع رابطة محترفي التنس (الإنجليزية)
- كونستانتين كرافتشوك على موقع الاتحاد الدولي لكرة المضرب (الإنجليزية)
- كونستانتين كرافتشوك على موقع كأس ديفيز (الإنجليزية)
- كونستانتين كرافتشوك على موقع خلاصة التنس.كوم (الإنجليزية)
- كونستانتين كرافتشوك على موقع إي إس بي إن.كوم (الإنجليزية)